# Gruta do Livramento
A Gruta do Livramento é uma formação geológica portuguesa localizada na freguesia do Livramento, concelho de Ponta Delgada, ilha de São Miguel, arquipélago dos Açores.
Esta cavidade apresenta uma geomorfologia de origem vulcânica em forma de tubo de lava com gruta de erosão.